# Jeongdongjin
Jeongdongjin (également Chongdongjin) est un lieu touristique situé dans la ville de Gangneung, en Corée du Sud, et l'un des sites sud-coréens les plus populaires pour observer le lever du soleil le jour du Nouvel An.

## Situation
Jeongdongjin est situé à 18 kilomètres au sud-est du centre de Gangneung, sur la côte est de la Corée, le long de la mer du Japon.

## Histoire
Dans les temps anciens, le roi organisait à Jeongdongjin un service commémoratif pour le Roi-dragon des Quatre Mers.
Au début de la guerre de Corée, la plage était une zone de débarquement pour le 766e régiment d'infanterie indépendant de Corée du Nord.
Le sous-marin nord-coréen de l'incident d'infiltration de Gangneung en 1996 est exposé à Jeongdongjin, au sud-est de la plage d'An-in où il s'est échoué.

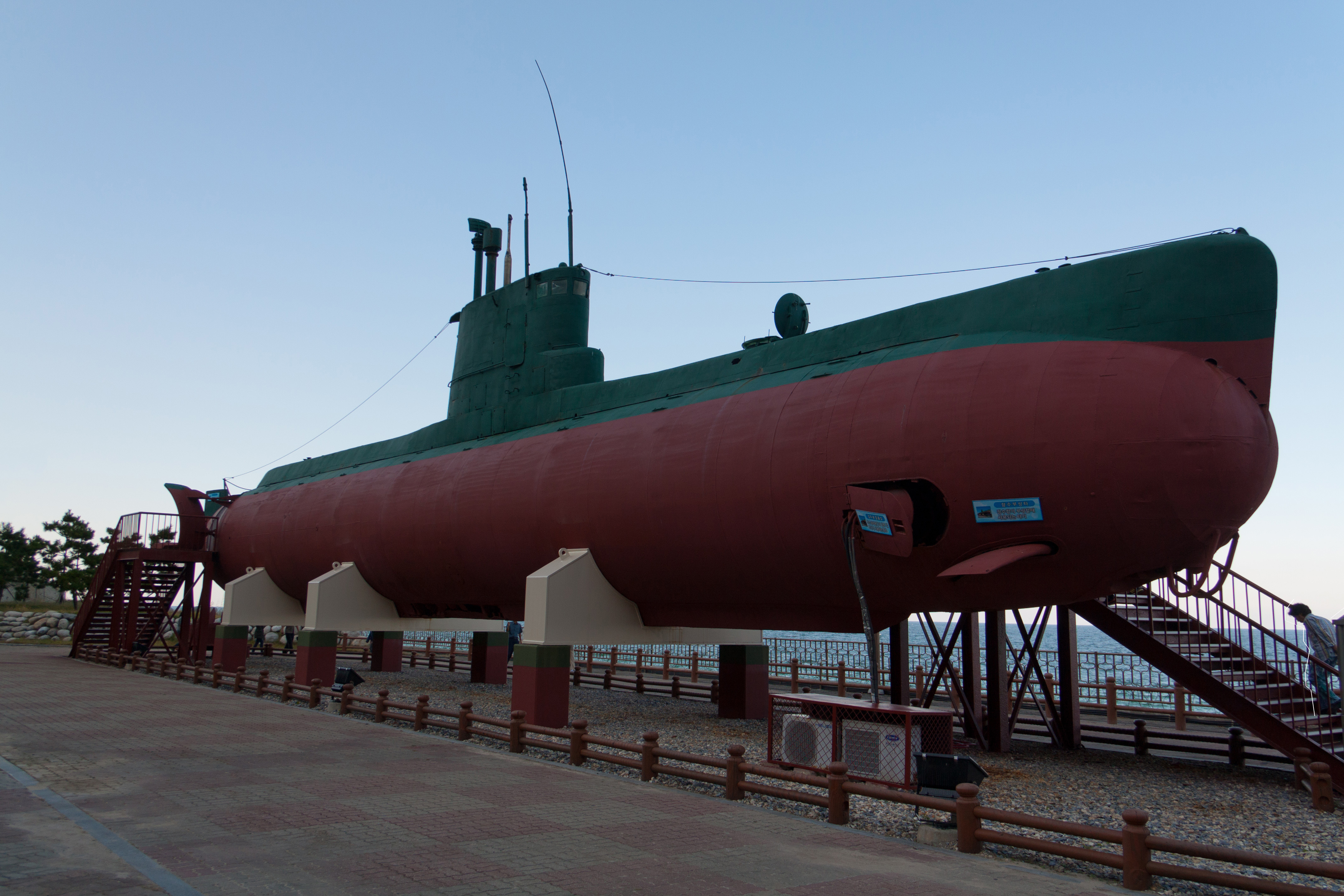
Le sous-marin nord-coréen de l'incident d'infiltration de Gangneung en 1996 est exposé à Jeongdongjin

## Aujourd'hui
Les pêcheurs de ce petit port pêchent le saumon du Pacifique, l'ormeau et la sole.
Une cérémonie demandant à Dieu de protéger la ville, associée à des prières cérémonielles pour une bonne pêche, a lieu deux fois par an. Le jour de la première pleine lune de l'année lunaire et le Dano-je sont également des occasions festives.
Jeongdongjin est une région pittoresque avec une gare le long de la plage de sable. Longtemps un lieu de prédilection pour les habitants, la région a gagné en popularité après avoir été choisie comme lieu de tournage du populaire feuilleton Moraeshigae (en) (litt. : sablier) en 1994. D'autres scènes de séries et films y furent tournées : Legend of the Blue Sea (2017), Plus Nine Boys (en) (2014).
Jeongdongin accueille un festival de cinéma indépendant. Sa 23e édition eut lieu en septembre 2021
Surplombant la ville se trouve le Sun Cruise Resort & Yacht, un hôtel conçu pour ressembler à un bateau de croisière.

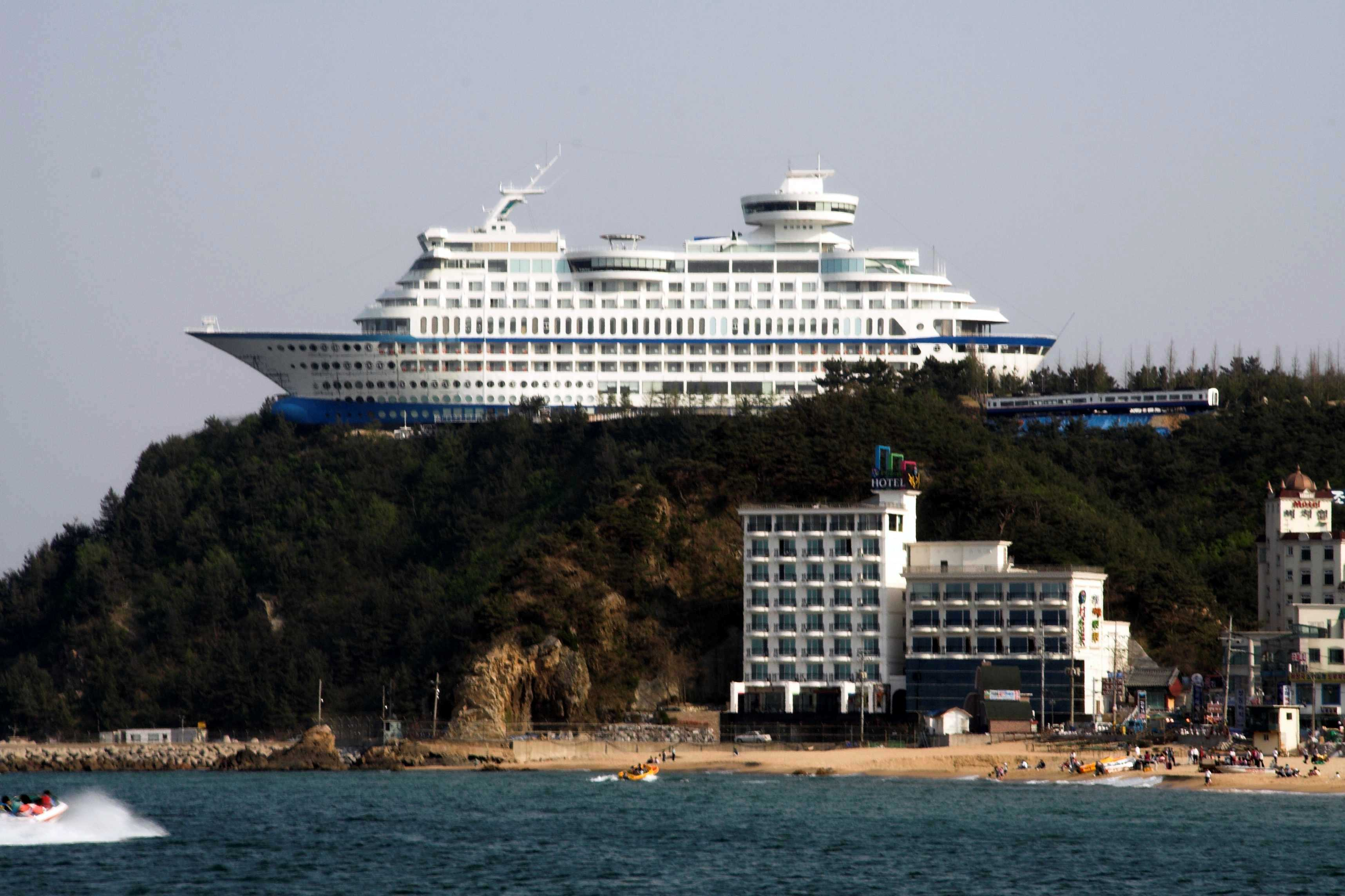
Le Sun Cruise Resort & Yacht

Jeongdongjin fait partie des sites touristiques de cinq villes sud-coréennes présentés sur la plate-forme métavers Zepeto.

## Lever du soleil

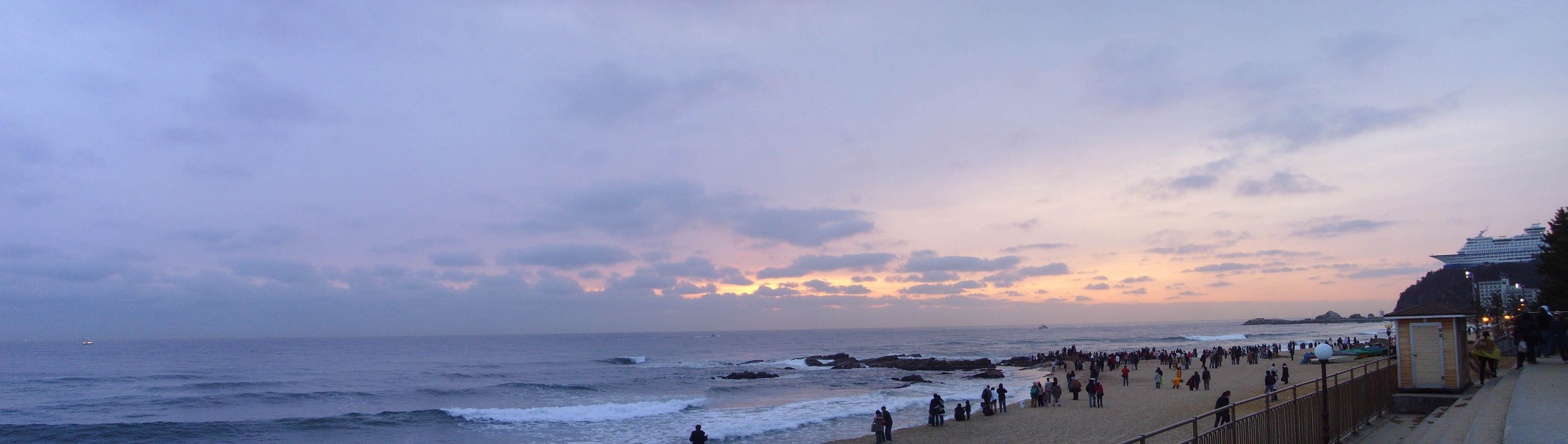
Lever du soleil à Jeongdongjin

L'une des principales attractions de Jeongdongjin est le lever du soleil. Le soleil qui se lève tôt le matin au-dessus de l'océan et qui souligne la gare et les pins environnants est un spectacle qui a été décrit comme "tout droit sorti d'un conte de fées". Pendant le Nouvel An, le parc du Lever du soleil de Jeongdongjin devient un lieu de cérémonie pour le "retournement du sablier", qui marque le changement d'année.